# Daniel Tiselius (militär)
Daniel Henrik Tiselius, född den 27 oktober 1880 i Stockholm, död där den 9 december 1952, var en svensk sjömilitär. Han var son till Gustaf Tiselius, måg till Constantin Falck och far till Carl-Gustaf Tiselius.
Tiselius blev underlöjtnant vid flottan 1901 och löjtnant 1903. Han genomgick Sjökrigshögskolan 1906–1908, var kadettofficer vid Sjökrigsskolan 1908–1913 och adjutant vid Sjökrigshögskolan 1913-1914. Tiselius blev kapten 1910, kommendörkapten av andra graden 1919, av första graden 1924. Han var marinattaché vid beskickningen i London 1917–1921, chef för skeppsgossekåren i Karlskrona 1921–1923, avdelningschef för marinstabens utrikesavdelning 1929–1930 och chef för underofficers- och sjömanskåren i Stockholm 1930–1932. Tiselius befordrades till kommendör i marinen 1931 och övergick som sådan till reserven 1932. Han blev förste kamrer i Nobelstiftelsen sistnämnda år. Tiselius var ledamot av Royal Institution of Naval Architects och av Royal Aeronautical Society, båda i London. Han invaldes som ledamot av Örlogsmannasällskapet i Karlskrona 1921 och av Krigsvetenskapsakademien 1931. Tiselius blev riddare av Vasaorden 1921, av Svärdsorden 1922 och av Nordstjärneorden 1942.